# Carol (villancico)
El carol (villancico) fue una composición inglesa que surgió durante el siglo XV. Originalmente era una danza homofónica con partes a solo y coral que se alternaban.
Hacia el siglo XV se cultivó como composición basada en una poesía religiosa de estilo popular que generalmente trataba el tema de la Encarnación. A veces estaba escrita en una mezcla de versículos rimados en inglés y en latín. Consta de varias estrofas que se cantaban con la misma música y de un estribillo con su propia frase musical, que se entonaba al comienzo y luego se repetía después de cada estrofa. No se trataba de canciones populares, pero sus melodías frescas y sus ritmos ternarios les dan un aire popular.